# Pepe Miranda
José Miranda Quiñónez (9 de junio de 1941-9 de febrero de 2022), conocido como Pepe Miranda, fue un cantante de nueva ola peruana. Además, también fue compositor miembro de Apdayc y actor. Obtuvo el apelativo del Rey de la Nueva Ola.

## Carrera artística
Sus inicios musicales fueron con el cuarteto Los Kits Kats. En 1963, obtuvo un contrato con la disquera El Virrey al ganar el concurso Buscando al Ídolo de la Nueva Ola, organizado por Victoria TV. En dicho concurso musical, también participaron Jimmy Santy, Jorge Conty, Elmo Riveros, Enzo Roldan, Gustavo Hit Moreno y Nelson Arias.
Su primer sencillo de doble cara fue «Dame felicidad» y «Te has quedado sola». Obtuvo éxito comercial, lo que le llevó a viajar por América y España.
Fue autor de canciones como «El mar y yo», «Mi pueblo», «Indio con i» y «Vivirás».
Participó en el programa televisivo Candilejas de Canal 4 de Lima e interpretó a Juan Domingo Perón en el musical No llores por mí Argentina. También actuó en las películas de Armando Robles Godoy Ganarás el pan (1964), En la selva no hay estrellas (1967) y El día de la nueva ola, así como en las cintas latinoamericanas Un rey en Londres y Ciao amore, ciao, biopic de Luigi Tenco.